# Musculus iliocostalis
De musculus iliocostalis of heup-ribbenspier is een van de diepe spieren van de rug, die direct lateraal ligt van de musculus longissimus. Het is een voortzetting van de musculus erector spinae. Ze kan zelf zoals in de afbeelding is aangegeven in drie aparte spiergroepen worden onderverdeeld:

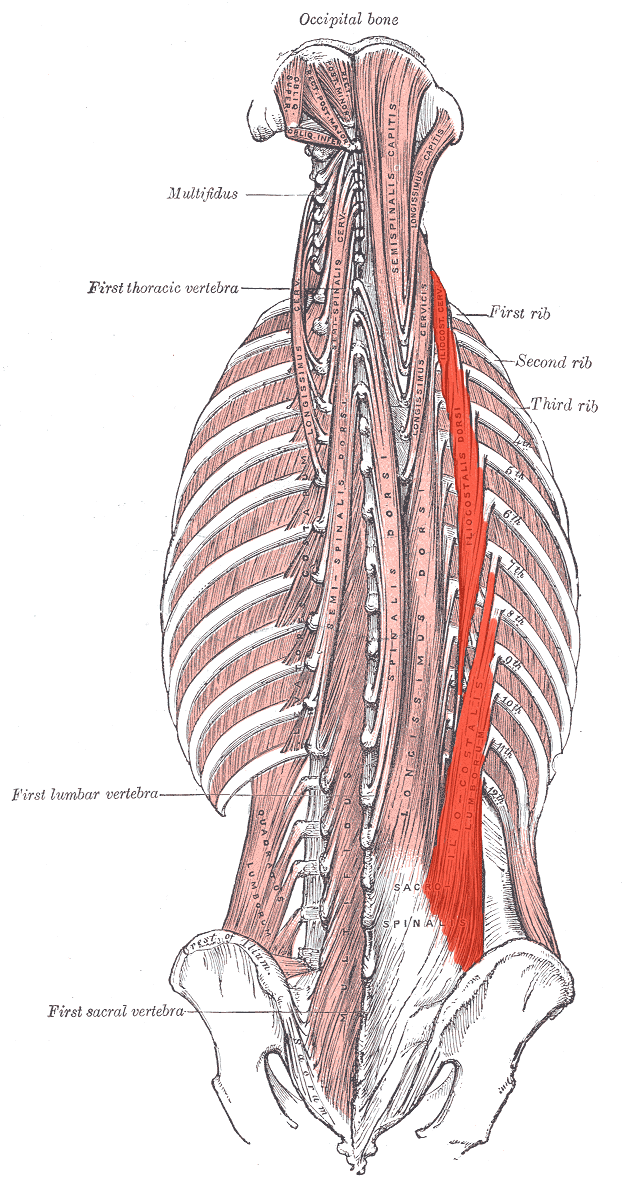
van boven naar beneden
iliocostalis cervicis
iliocostalis thoracis of dorsi
iliocostalis lumborum